# NGC 2229
NGC 2229 (другие обозначения — ESO 87-8, AM 0621-645, DRCG 50-55, PGC 18867) — линзовидная галактика в созвездии Золотой Рыбы. Открыта Джоном Гершелем в 1834 году.
Этот объект входит в число перечисленных в оригинальной редакции «Нового общего каталога».